# Umweltprobenbank des Bundes
Die Umweltprobenbank des Bundes (Abkürzung UPB) ermöglicht es, in Deutschland den Zustand und die Belastung der Menschen durch Schadstoffe zu bestimmten Zeitpunkten zu untersuchen. Im Humanbereich datieren die ersten Proben von 1981, im Umweltbereich von 1985.
Das Archiv für Umweltproben befindet sich im Fraunhofer-Institut für Molekularbiologie und Angewandte Oekologie in Schmallenberg-Grafschaft, dasjenige für Humanproben in der Nähe von Münster. Dem Umweltbundesamt obliegt die Administration, Koordination, Datenhaltung und Bewertung der Ergebnisse. Beim Betrieb wird es durch sechs externe Institutionen unterstützt.

## Proben
Proben werden in sechs Typen von Ökosystemen erhoben:
- Agrar-Ökosysteme
- Ballungsraumnahe Ökosysteme
- Fließgewässer-Ökosysteme
- Forst-Ökosysteme
- Marine Ökosysteme
- Naturnahe terrestrische Ökosysteme

Es werden genommen:
- Limnische Proben (Schwebstoffe und tierische Proben aus Flüssen und Seen)
- Marine Proben (Meerestiere, Meerespflanzen und Seevögel)
- Terrestrische Proben (Landtiere und -pflanzen)
- Humanproben (Körperflüssigkeiten und Haare)

Die untersuchten Stoffe oder Stoffgruppen sind toxisch oder von sonstiger Relevanz:
- Metalle
- Nichtmetalle
- Metallorganische Verbindungen
- Chlorkohlenwasserstoffe
- DDT und Metabolite
- Hexachlorcyclohexan
- Polycyclische aromatische Kohlenwasserstoffe
- Phthalate
- Bisphenol A
- Biozide
- Perfluorierte und polyfluorierte Alkylverbindungen
- Polycyclische Moschusduftstoffe
- Alkylphenolverbindungen
- Hexabromcyclododecan